# 闵升镐
闵升镐（韓語：민승호，1830年5月29日—1875年1月5日），字復卿，朝鲜王朝第26代王高宗李煕妻子閔妃之族兄。
興宣大院君的府大夫人閔氏之弟、閔致久次子，高宗李熙的舅舅。因閔妃的父亲閔致禄无子，過繼給閔致禄为嗣子。骊兴闵氏的代表人物。1864年增广武科合格，1866年任吏曹参議、戶曹参判。1872年任刑曹判書，次年任兵曹判書。
因是大院君的反对派，后在甲戌年陰曆十一月二十八日（合1875年1月5日）被大院君手下送偽裝成禮物的炸弹暗殺，同時喪生的還包括閔妃的生母韓山李氏還有他的兒子，但他夫人人正好在廚房準備茶菓桌逃過一死只受了輕傷。諡忠正。因為閔升鎬死後也沒有其他子女，所以族弟閔台鎬的兒子閔泳翊被過繼給他為嗣。

## 家族
- 嗣父：驪城府院君閔致祿（1799－1858）[2]
- 嗣母：韓昌府夫人李氏（1818－1875），本貫韓山李氏
- 生父：閔致久（1795－1874）
- 生母：貞敬夫人全州李氏（1797－1873），德興大院君後裔，都正宮第九代嗣孫李灃（朝鲜语：이풍 (조선)）曾孫女、李𪸛之女[4]
  - 元配：贈貞敬夫人光山金氏（1830－1859），金在廷之女[5]
  - 繼配：贈貞敬夫人延安金氏（1842－1867），金鼎秀之女
  - 繼配：貞敬夫人德水李氏（1851－1919），李敏星之女
    - 嗣子：閔泳翊（1860－1914），族弟閔台鎬獨子

  - 養妹：明成皇后（1851－1895）